# Prato (Itália)
Prato é uma comuna italiana da região da Toscana, província de Prato, com cerca de 191.002 habitantes. Estende-se por uma área de 97 km², tendo uma densidade populacional de 1757 hab/km². Faz fronteira com Agliana (PT), Calenzano (FI), Campi Bisenzio (FI), Carmignano, Montemurlo, Poggio a Caiano, Quarrata (PT), Vaiano (PO).

## Monumentos
Dois dos monumentos principais da cidade são o Castelo do Imperador e o Santuário de Nossa Senhora do Lírio.

## Demografia
| Variação demográfica do município entre 1861 e 2011                               |
|                                                                                   |
| Fonte: Istituto Nazionale di Statistica (ISTAT) - Elaboração gráfica da Wikipedia |

## Pessoas ligadas a Prato
- Sem Benelli, dramaturgo
- Paolo Rossi, ex-futebolista profissional.